# Karolína Leopoldina Zichyová
Hraběnka Karolina Leopoldina Zichyová hraběnka ze Zichy a Vázsonykő (maďarsky zicsi és vázsonykői gróf Zichy Karolina Leopoldina, 8. listopadu 1818 Prešpurk – 30. ledna 1903 Budapešť) byla uherská šlechtična a manželka politika Jiřího Károlyiho hraběte z Nagykároly.

## Život
Narodila se v Prešpurku 8. listopadu 1818 jako dcera c.k. komorníka, hraběte Karla Zichyho (1785–1876) a jeho manželky Marie Antonie Batthyányové (1789–1825). Jejími prarodiči z otcovy strany byli hrabě František Zichy (1749–1812) a jeho žena Marie Anna Krakovská z Kolovrat (1753–1805).
Hraběnka Karolína byla jednou z nejvýraznějších ženských postav maďarské reformace a na mnohé osobnosti té doby zapůsobila svou krásou a inteligencí. Jejímu vlivu neunikli ani velcí maďarští politici té doby.  Ona a její sestra Antonie sehrály v maďarských dějinách v 19. století významnou roli. Ve své době byly nejvlivnějšími ženami v zemi. Svůj šarm s ženskou kreativitou dokázaly uplatnit ve společenském i politickém životě a pomocí těchto zbraní pomohly své zemi dosáhnout úspěchů tam, kde politika selhala.
Její sestra Antonie byla manželkou politika a pozdějšího ministerského předsedy Aloise Batthyányho. Z jeho osobní korespondence z let 1848 až 1849 je na několika místech patrné, že premiér měl se svou švagrovou intimní vztah.  Z něho se dokonce narodila dcera Pálma Károlyiová. Karolína měla v té době se svým manželem již pět dětí, proto, ačkoli si její manžel mohl být vědom jejích záletů, rozpad manželství by byl příliš komplikovaný. Karolína svého manžela během jeho politické kariéry podporovala, ale nechovala k němu žádné hlubší city.
Také slavný Štěpán Széchenyi byl oslněn její krásou a přitažlivostí a po pádu revoluce následovala Györgye Klapku do emigrace a také jemu porodila dítě.
Krásou a silou osobností sester Karolíny a Antonie Zichyových byl ohromen i romantický básník Sándor Petőfi, který v roce 1844 své myšlenky o těchto dvou ženách vyjádřil v oslavné básni.

## Potomci
- 1. Julius Károlyi (5. 7. 1837 Budapešť – 23. 11. 1890 tamtéž), poslanec uherského sněmu, dědičný člen Sněmovny magnátů, prezident Červeného kříže v Uhrách, rytíř Řádu zlatého rouna, I. manž. 1871 Georgina Károlyiová z Nagy-Károly (13. 1. 1852 Fót – 12. 2. 1878 tamtéž), II. manž. 1881 Marie Pálffyová z Erdődu (5. 9. 1859 Malacky – 20. 3. 1928 Bern)[9]
- 2. Viktor Károlyi (17. 2. 1839 Budapešť – 1. 4. 1888 Csurgó), manž. 1863 hraběnka Irma Orczy de Orczi (27. 2. 1842 Jimbolia – 25. 3. 1909 Nice)[9]
- 3. Gabriel Károlyi (19. 11. 1841 Budapešť – 31. 8. 1895 tamtéž), manž. 1869 Amelie Major (1849–1892)[10][11][9]
- 4. Tibor Károlyi (26. 9. 1843 Bratislava – 5. 4. 1904 Opatija), c.k. tajný rada, komoří, poslanec uherského sněmu, předseda Sněmovny magnátů 1898–1900, manž. 1868 hraběnka Emma z Degenfeld-Schonburgu (25. 11. 1844 Baktalórántháza – 22. 12. 1901 Macea)[9]
- 5. Štěpán Károlyi (3. 2. 1845 Budapešť – 31. 7. 1907 Carei), poslanec uherského sněmu, člen Maďarské akademie věd, manž. 1869 hraběnka Margit Csekonicsová (28. 1. 1848 Budapešť – 15. 12. 1936 tamtéž)[9]
- 6. Pálma Terezie Károlyiová (28. 3. 1847 Bergamo – 14. 4. 1919 Budapešť), manž. 1869 hrabě Aurél Dessewffy (16. 1. 1846 Tiszavasvári – 28. 3. 1928 Budapešť)[9]